# Corticotomus depressus
Corticotomus depressus es una especie de coleóptero de la familia Trogossitidae.

## Distribución geográfica
Habita en Estados Unidos.